# Бородастик борнейський
Бородастик борнейський (Psilopogon pulcherrimus) — вид дятлоподібних птахів родини бородастикових (Megalaimidae).

## Поширення
Ендемік Калімантану. Мешкає в низовинних і гірських тропічних вологих лісах. Найчастіше повідомляється з гори Кінабалу та Трус-Маді на південь до Мулу та Муруда.

## Опис
Тіло завдовжки 20-21,5 см. Оперення зеленого кольору. Лоб та горло сині. Через очі проходить чорна смужка. На шиї є вузький помаранчевий комір. Дзьоб міцний, чорного кольору.

## Спосіб життя
Живиться фруктами і комахами. Гніздиться у порожнинах дерев.